# Премия «Эмми» за лучшее выступление в варьете или музыкальной программе
Ниже представлен список лауреатов премии «Эмми» в категории «Лучшее выступление в варьете или музыкальной программе». Награды вручались с 1959 по 2008 год. С 1974 по 1978 год категория носила название «Лучшая актриса второго плана в варьете или специальной программе».

## Лауреаты премии
- 1959 — Перри Комо — «Шоу Перри Комо» и Дина Шор — «Шоу Дины Шор»
- 1960 — Гарри Белафонте — The Revlon Revue
- 1961 — Фред Астер — Astaire Time
- 1962 — Кэрол Бёрнетт — «Шоу Гарри Мура»
- 1963 — Кэрол Бёрнетт — Julie and Carol at Carnegie Hall и «Кэрол и компания»
- 1964 — Дэнни Кей — «Шоу Дэнни Кея»
- 1965 — не вручалась
- 1966 — не вручалась
- 1967 — Арт Карни — «Шоу Джеки Глисона»
- 1968 — Арт Карни — «Шоу Джеки Глисона» и Пэт Полсен — The Smothers Brothers Comedy Hour
- 1969 — Арт Джонсон — «Хохмы Роуэна и Мартина» и Харви Корман — «Шоу Кэрол Бёрнетт»
- 1970 — не вручалась
- 1971 — Харви Корман — «Шоу Кэрол Бёрнетт»
- 1972 — Харви Корман — «Шоу Кэрол Бёрнетт»
- 1973 — Тим Конуэй — «Шоу Кэрол Бёрнетт»
- 1974 — Харви Корман — «Шоу Кэрол Бёрнетт» и Бренда Ваккаро — «Образ вещей»
- 1975 — Джек Альбертсон — «Шер» и Клорис Личмен — «Шер»
- 1976 — Чеви Чейз — «Субботним вечером в прямом эфире» и Вики Лоуренс — «Шоу Кэрол Бёрнетт»
- 1977 — Тим Конуэй — «Шоу Кэрол Бёрнетт» и Рита Морено — «Маппет-шоу»
- 1978 — Тим Конуэй — «Шоу Кэрол Бёрнетт» и Гилда Раднер — Saturday Night Live
- 1979 — не вручалась
- 1980 — не вручалась
- 1981 — не вручалась
- 1982 — не вручалась
- 1983 — Леонтина Прайс — живой концерт из Линкольн-центра: Л. Прайс, Зубин Мета и Нью-Йоркский филармонический оркестр
- 1984 — Клорис Личмен — «Празднование 50-летия Гильдии киноактеров США»
- 1985 — Джордж Херн — «Суини Тодд»
- 1986 — Уитни Хьюстон — «28-я церемония вручения премий „Грэмми“»
- 1987 — Робин Уильямс — «Кэрол и Карл и Вупи и Робин»
- 1988 — Робин Уильямс — «ABC представляет: Королевская свадьба»
- 1989 — Линда Ронстадт — Canciones de Mi Padre
- 1990 — Трейси Ульман — «Шоу Трейси Ульман»
- 1991 — Билли Кристал — «63-я церемония вручения премии „Оскар“»
- 1992 — Бетт Мидлер — The Tonight Show Starring Johnny Carson
- 1993 — Дана Кэрви — Saturday Night Live
- 1994 — Трейси Ульман — «Шоу Трейси Ульман»
- 1995 — Барбра Стрейзанд — Barbra Streisand: The Concert
- 1996 — Тони Беннетт — Live by Request
- 1997 — Бетт Мидлер — Diva Las Vegas
- 1998 — Билли Кристал — «70-я церемония вручения премии „Оскар“»
- 1999 — Джон Легуизамо — Freak
- 2000 — Эдди Иззард — Dress to Kill
- 2001 — Барбра Стрейзанд — Barbra Streisand: Timeless
- 2002 — Стинг — A&E in Concert
- 2003 — Уэйн Брэди — Whose Line Is It Anyway?
- 2004 — Элейн Стритч — «Элейн Стрич на свободе»
- 2005 — Хью Джекман — «58-я церемония вручения премии „Тони“»
- 2006 — Барри Манилоу — Music and Passion
- 2007 — Тони Беннетт — Tony Bennett: An American Classic
- 2008 — Дон Риклс — Mr. Warmth: The Don Rickles Project